# Sharon Springs (Nueva York)
Sharon Springs es una villa ubicada en el condado de Schoharie en el estado estadounidense de Nueva York. En el año 2000 tenía una población de 547 habitantes y una densidad poblacional de 115.6 personas por km².

## Geografía
Sharon Springs se encuentra ubicada en las coordenadas 42°47′41″N 74°36′57″O / 42.79472, -74.61583.

## Demografía
Según la Oficina del Censo en 2000 los ingresos medios por hogar en la localidad eran de $37,969, y los ingresos medios por familia eran $45,000. Los hombres tenían unos ingresos medios de $36,563 frente a los $28,125 para las mujeres. La renta per cápita para la localidad era de $24,664. Alrededor del 12.1% de la población estaban por debajo del umbral de pobreza.